# Мэйн-тур
Мэйн-тур (англ. main tour) — серия основных снукерных турниров для профессионалов в течение сезона.

## Турниры
В сезоне 2016/17 мэйн-тур включает в себя рейтинговые соревнования Australian Goldfields Open, Шанхай Мастерс, чемпионат Великобритании, German Masters, открытый чемпионат Уэльса, открытый чемпионат Китая и главный турнир сезона — чемпионат мира; нерейтинговые — индивидуальная Лига чемпионов, командный Кубок мира, пригласительный турнир World Grand Prix, мини-рейтинговая серия Players Tour Championship, чемпионат мира среди ветеранов, и наконец, главный нерейтинговый турнир — Мастерс.

## Участники
В настоящее время  в мэйн-туре принимают участие игроки, занимающие в официальном рейтинге места с 1 по 100. Плюс 32 игрока представляют различные любительские и континентальные лиги. Таким образом, общее число спортсменов, допущенных к соревнованиям высшего уровня в снукерном сезоне 2016/17 годов равняется 132 игрокам. Однако некоторые снукеристы-профессионалы в силу различных обстоятельств могут не принимать участие в текущем туре, и лишь формально являться его участниками. 
Критерии попадания игроков в мэйн-тур:
- игроки из топ-100 по итогам снукерного сезона 2015/16.
- 12 игроков, не попавших в топ-100, но занявших высокие места по итогам рейтинга Players Tour Championship.
- 8 победителей отбора Qualifying School.
- от любительских федераций: чемпион мира по версии IBSF, чемпион мира среди юниоров, пять европейских игроков (EBSA), два азиатских чемпиона (ACBS), по одному игроку из американской, африканской и австралийской лиг.

## Официальный рейтинг сезона
Снукеристы, входящие в Топ-16 рейтинга, автоматически попадают на финальную (телевизионную) стадию всех рейтинговых турниров и Мастерс; все остальные игроки проводят между собой предварительные квалификационные матчи. В основном квалификация к турниру состоит из 4-х раундов, в каждом из которых игроки соревнуются по мере повышения рейтинга. Таким образом, снукеристы, занимающие места в рейтинге с 17-го по 32-е (входящие в Топ-32), играют только в последнем раунде квалификации.
Остальные нерейтинговые турниры являются пригласительными: обычно приглашается элита мирового снукера и местные игроки оттуда, где проводится турнир.